# Scarabaeus typhon
Scarabaeus typhon är en skalbaggsart som beskrevs av Fischer von Waldheim 1823. Scarabaeus typhon ingår i släktet Scarabaeus och familjen bladhorningar. Inga underarter finns listade i Catalogue of Life.